# 庫拉索酒
庫拉索酒（荷蘭語：Curaçao，/ˈkjʊərəsaʊ/），一種利口酒，採用庫拉索島產的一種苦橙拉臘哈的果皮釀製而成。
這種果實的味道近於柳橙，品種源自於西班牙移民於1527年帶來的瓦倫西亞甜橙。因為當地的風土條件，種植出來的這種柳橙果實較小，帶著苦味。
分為紅庫拉索、橘庫拉索、白庫拉索、藍庫拉索、綠庫拉索。